# Alan Brown
Alan Everest Brown (20 de novembre del 1919, Malton, Yorkshire, Anglaterra - 20 de gener del 2004, Guildford, Surrey)va ser un pilot de curses automobilístiques anglès que va arribar a disputar curses de Fórmula 1. Va debutar a la tercera temporada de la història del campionat del món de la Fórmula 1, la corresponent a l'any 1952, disputant el 18 de maig el GP de Suïssa, que era la prova inaugural de la temporada.

## Resultats a la Fórmula 1
Alan Brown va participar en nou (8 sortides) curses puntuables pel campionat de la F1, repartides en tres temporades 1952, 1953 i 1954.
| 1952 | Ecurie Richmond    | Cooper | Bristol | SUI 5      | 500 \| bgcolor="#CFCFFF"\| BEL 6        | FRA \| bgcolor="#CFCFFF"\| GBR NC | ALE \| HOL 8 | ITA NC |         | 16 | 2 |         |                                   |  |
| 1953 | Cooper Car Company | Cooper | Bristol | ARG 9      | 500                                     | HOL \| BEL \| FRA \|              |              |        |         | -  | 0 |         |                                   |  |
| 1953 | RJ Chase           | Cooper | Bristol |            |                                         |                                   |              |        | GBR Ret | -  | 0 |         |                                   |  |
| 1953 | Equipe Anglaise    | Cooper | Bristol |            |                                         |                                   |              |        |         | -  | 0 | ALE Ret | SUI \| bgcolor="#CFCFFF"\| ITA 12 |  |
| 1954 | Equipe Anglaise    | Cooper | Bristol | ARG \| 500 | BEL \| FRA \| bgcolor="white"\| GBR NVS | ALE \| SUI \| ITA \| ESP ! -      | 0            |        |         |    |   |         |                                   |  |

### Resum
| Curses: | Victòries: | Pòdiums: | Poles: | Voltes ràpides: | Punts: |
| ------- | ---------- | -------- | ------ | --------------- | ------ |
| 9       | 0          | 0        | 0      | 0               | 2      |